# Charis acantus
Charis acantus är en fjärilsart som beskrevs av Stoll 1781. Charis acantus ingår i släktet Charis och familjen Riodinidae. Inga underarter finns listade i Catalogue of Life.